# Socialistická strana (Belgie)
Socialistická strana (francouzsky: Parti socialiste, PS) je belgická sociálně demokratická strana. Strana působí ve Valonsku a v Bruselském regionu.
Vznikla v roce 1978 rozdělením celobelgické Belgické socialistické strany (vzniklé roku 1885) na frankofonní valonskou a na vlámskou (Socialistische Partij Anders) samostatnou stranu.
V současné době je druhou nejsilnější valonskou stranou, je přítomna na všech úrovních státní správy a je zúčastněna v koalicích federální vlády, valonské vlády, Francouzského společenství a Bruselu-hlavního města.

## Ideologie a politická filosofie
Ideologickým základem je demokratický socialismus, který si dal za cíl vytvořit společnost založenou na demokratických ideálech a rovnosti všech občanů.
Každý jedinec musí být volný v jeho vývoji, ve svých rozhodnutích a musí mít možnost ovlivnit dění společnosti na všech úrovních. Svoboda v sobě spojuje dva aspekty: odpor proti útlaku i proti vnějším omezením, jako je hlad, negramotnost nebo šovinismus. Svoboda a rovnost jsou obě spojeny s individuálními právy a s kolektivním řešením pro dosažený cílů v souladu s obecným zájmem. Podle socialistů má společnost právo nastavit demokratické meze trhu.
Dále se socialisté věnují otázce životního prostředí a udržitelného rozvoje.

## Mezinárodní struktury a přidružené organizace
Parti socialiste je členkou Strany evropských socialistů, Socialistické internacionály a Progresivní aliance.
V rámci strany funguje Hnutí socialistické mládeže (Mouvement des jeunes socialistes) sdružující členy a sympatizanty od 15 do 30 let. Strana spolupracuje s odborovou centrálou socialistické orientace, Všeobecnou federací práce Belgie (Fédération générale du travail de Belgique, FGTB).

## Volební výsledky

### Parlamentní volby
| Volební rok | Počet hlasů | Hlasy v % | + / –   | Počet mandátů | + / - |
| ----------- | ----------- | --------- | ------- | ------------- | ----- |
| 1978        | 719 926     | 13,1      | –       | 32            | -     |
| 1981        | 765 055     | 12,7      | ▬ -0,4  | 35            | ▲ +3  |
| 1985        | 834 488     | 13,8      | ▲ +1,1  | 35            | ▬ ±0  |
| 1987        | 961 361     | 15,6      | ▲ +1,8  | 40            | ▲ +5  |
| 1991        | 831 199     | 13,5      | ▼ -2,1  | 35            | ▼ -5  |
| 1995        | 720 819     | 11,9      | ▼ -1,6  | 21            | ▲ +15 |
| 1999        | 631 653     | 10,2      | ▼ -1,7  | 19            | ▼ -2  |
| 2003        | 855 992     | 13        | ▲ +2,8  | 25            | ▲ +6  |
| 2007        | 724 787     | 10,9      | ▼ -2,1  | 20            | ▼ -5  |
| 2010        | 894 543     | 13,7      | ▲ +2,8  | 26            | ▲ +6  |
| 2014        | 787 165     | 11,67     | ▼ -1,93 | 23            | ▼ -3  |
| 2019        | 641 623     | 9,46      | ▼ -2,21 | 20            | ▼ -3  |

### Evropské volby
| Volební rok | Počet hlasů | Hlasy v % (za frankofonní komunitu) | + / –    | Počet mandátů | + / - |
| ----------- | ----------- | ----------------------------------- | -------- | ------------- | ----- |
| 1979        | 575 824     | 27,43                               | –        | 4             | -     |
| 1984        | 762 293     | 34,04                               | ▲ +6,61  | 5             | ▲ +1  |
| 1989        | 854 207     | 38,13                               | ▲ +4,09  | 5             | ▬ ±0  |
| 1994        | 680 142     | 30,44                               | ▼ −7,69  | 3             | ▼ −2  |
| 1999        | 596 567     | 25,78                               | ▼ −4,66  | 3             | ▬ ±0  |
| 2004        | 878 577     | 36,09                               | ▲ +10,31 | 4             | ▲ +1  |
| 2009        | 714 947     | 29,10                               | ▼ −6,99  | 3             | ▼ −1  |
| 2014        | 714 784     | 29,28                               | ▲ +0,18  | 3             | ▬ ±0  |
| 2019        | 655 812     | 26,69                               | ▼-2,59   | 2             | ▼ -1  |

## Účast na federální vládě Belgie
- 75. vláda (1979-1980): vládní strana
- 76. vláda (1980): vládní strana
- 77. vláda (1980): vládní strana
- 78. vláda (1980-1981): vládní strana
- 79. vláda (1981): vládní strana
- 80. vláda (1981-1985): opoziční strana
- 81. vláda (1985-1987): opoziční strana
- 82. vláda (1987-1988): opoziční strana
- 83. vláda (1988-1991): vládní strana
- 84. vláda (1991-1992): vládní strana
- 85. vláda (1992-1995): vládní strana
- 86. vláda (1995-1999): vládní strana
- 87. vláda (1999-2003): vládní strana
- 88. vláda (2003-2007): vládní strana
- 89. vláda (2007-2008): vládní strana
- 90. vláda (2008-): vládní strana